# アデニウム属
アデニウム属 (Adenium) はアフリカとアラビア半島が原産地の、キョウチクトウ科の常緑低木からなる属。

## 栽培と利用
アデニウム属の中でも、アデニウム・オベスム A. obesumは砂漠の薔薇と呼ばれ、温帯地域で観葉植物として栽培されており、数多くの交配種が開発されている。アデニウムは、その色とりどりの花だけでなく、塊根植物としても高く評価されており、鉢植えで何年も育てられ盆栽によく使われる。
アデニウム属は濾胞性果実を持ち、二重の冠毛を備えた種子を風に乗せて放出するために裂開する。
種子で育てられた植物は母植物と遺伝的に同一ではないので、栽培品種は一般的に接ぎ木によって繁殖させる。遺伝的に同一の植物は、挿し木によって繁殖させることもできるが、挿し木で育てられた植物は、種子で育てられた植物よりも太い根を発達させるスピードが遅い場合が多い。
アデニウム・ボエフミアヌム（英語: Adenium boehmianum）、アデニウム・ムルチフローラム（英語: Adenium multiflorum）、アデニウム・オベサムの樹液には、有毒な強心配糖体が含まれており、アフリカ全土で大物猟のための矢毒として使用されている。
園芸分類上は、多肉植物・塊根植物に分類される。
草丈・樹高は～50cm程度。
耐暑性は高く、耐寒性は低い。
花色は、ピンク、赤、白。
開花時期は、4月～9月である。

## 分類
アデニウム属には12種が存在するとされているが、他の著者によって亜種または品種であるとされる場合もある。Plazierが20世紀後半に行った分類では、5つの種が認識された。
1. Adenium arabicum Balf.f. = Adenium obesum
2. Adenium boehmianum Schinz - (ナミビア, アンゴラ)
3. Adenium multiflorum Klotzsch. - ザンビア南部から南アフリカ
4. Adenium obesum (Forssk.) Roem. & Schult.  - セネガルからソマリア、アラビア半島に広く分布
5. Adenium oleifolium Stapf  - 南アフリカ、ボツワナ、ナミビア
6. Adenium swazicum Stapf  - 南アフリカ東部